# Instytut naukowego ateizmu (Moskwa)
Instytut naukowego ateizmu (ros. Институт научного атеизма) – państwowy instytut badawczy w Moskwie, który powstał w 1964 roku. Zajmował się historią religii i zagadnieniami naukowego ateizmu. W instytucie istniała aspirantura. Po rozpadzie ZSRR instytut został zlikwidowany.
Dyrektorzy Instytutu
| Lata      | Dyrektor         |
| --------- | ---------------- |
| 1964–1978 | Aleksandr Okułow |
| 1978–1981 | Pawieł Kuroczkin |
| 1981–1990 | Wiktor Garadża   |
| 1991–1992 | Eduard Filimonow |